# Османски словенски језик
Османски словенски језик (Османлијски словенски језик), или рашки језик, је језик османске султанове канцеларије од времена Мехмеда Освајача до краја 16. века с млетачким Валиде (Султанија Нурбану и Султанија Сафија) и градњом луке у Сплиту.
Према бугарској историографији, то је средњобугарски језик, који је уједно и језик влашке кнежевске владе Басарабе (старорумунски jезик) у овом периоду, или језик влашкобугарских повељи.
Заправо, питање етничке припадности на овом језику у контексту времена нема никакву вредност. Просечни бугарски стандард у 13. веку — првој половини 14. века је рашко писмо. Онда, као резултат такозване реформе Јевтимија Трновског, књиге у Ресавској школи се поправљају и овај језик познат као рашки или бугарски на Раци. Ово је изричито забележено у првој светској лингвистичкој енциклопедији — „Mithridates: De differentia linguarum, tum veterum, tum que hodie apud diversas nations in toto orbe terrarium in usu sunt” од Конрад Геснер (1555) /Енциклопедија под Бугарима разуме Поволшке Прабугаре/ као и „De ratione communi omnium linguarum & literaru(m)” од Теодор Библијандер (1548).
Језик, као нестандардизовани, попут канцеларије отоманског султана и халифа, нестао је током дугог рата да би га у наредном 17. веку заменио илирским језиком.
Споменик на којем се одражава овај језик, заједно са литургијским, је чувена Острошка Библија. Друг споменик je Буквар Саве Инока Дечанца.